# 汤姆·鲁文尼
汤姆·鲁文尼（希伯來語：תום ראובני，2000年6月12日—），以色列男子帆船运动员，2019年RS:X世界锦标赛男子21岁以下组金牌得主、2020年RS:X世界锦标赛男子21岁以下组金牌得主、2024年夏季奥林匹克运动会男子iQFoil金牌得主。